# Spirou (personnage)
Pour les articles homonymes, voir Spirou.
Spirou est un personnage de fiction imaginé par l'éditeur belge Jean Dupuis, créé graphiquement par Rob-Vel — avec la collaboration du peintre Luc Lafnet — et, pour les textes, par Blanche Dumoulin dans le magazine de bande dessinée le Journal de Spirou en avril 1938.
Il est le personnage principal de la série Spirou et Fantasio et personnage secondaire dans la série dérivée Gaston. Spirou avait déjà été utilisé sur certaines affiches réalisées par le dessinateur.

## Création du personnage

### Origine du nom
Étymologiquement, en wallon, un spirou est un écureuil (ce qui justifie aussi le fait que le personnage ait un écureuil comme animal de compagnie),. Dans son récit court intitulé La Loi du plus fort, Emile Bravo imagine une autre étymologie : à l'origine, Spirou se prénomme Jean-Baptiste et un enfant lui propose de se renommer « Spirou » car « il a un Spip et il est roux ».

### Les débuts: Rob-Vel, Lafnet, Dumoulin, Van Straelen et Jijé
Spirou commence sa carrière en tant que groom au Moustic Hotel, fonction dont il conservera le costume de nombreuses années. Rob-Vel s'inspire dans la fonction et la couleur du costume de ses jeunes années passées sur des paquebots transatlantiques, où il exerçait des fonctions similaires (notamment le paquebot Île de France, où le rouge était de rigueur). Rob-Vel est assisté dans sa tâche par sa femme Blanche Dumoulin pour les textes et par le peintre Luc Lafnet, véritable dessinateur de Spirou d'avril 1938 à mars 1939. Spirou apparait d'abord dans des gags en une planche qui se transforment progressivement en aventurettes qui conduiront son personnage jusque dans l'espace. Rob-Vel lui adjoint dès 1939 l'écureuil Spip, qu'il sauve d'un savant fou.
Les intrigues s'inscrivent dans la lignée des clichés du roman populaire (le gamin débrouillard face à l'adversité, les héritiers qui s'entredéchirent, le fils de milliardaire enlevé) et de la science-fiction (le voyage interplanétaire, l'homme invisible). Spirou est un gamin dégourdi censé être à l'image des enfants de l'époque, lectorat visé par les éditions Dupuis.
Le personnage se retrouve vite au cœur d'un méli-mélo d'auteurs et d'intrigues, conséquence de la Seconde Guerre mondiale. Rob-Vel, mobilisé puis prisonnier, étant coupé des éditions Dupuis, le personnage passe entre plusieurs mains (Dumoulin, Van Straelen et Jijé) et connaît d'étonnants changements de physionomie.
La logique de l'intrigue est souvent mise à mal par les passages de relais : ainsi Jijé, lorsqu'il reprend le personnage en 1940, en pleine péripétie du fils du milliardaire, se montre peu inspiré par cette histoire à rallonge de Dumoulin et bâcle l'épisode en une planche pour faire de Spirou une vedette du cinéma américain avant de l'envoyer… au pôle Nord.
Repris par Rob-Vel dès 1941, le personnage continue de voyager et fait la rencontre de son premier grand compagnon, un habitant d'Afrique Noire nommé la Puce. En ces heures sombres de l'Occupation nazie, il est de bon ton dans les illustrés de prendre l'option « dépaysement ». Hergé envoie son Tintin sous l'eau à la recherche de la Licorne, Rob-Vel envoie son Spirou sur la planète Zigomus.
On retient du Spirou de Rob-Vel l'écureuil Spip, ainsi que ses habitudes de globe-trotter, mais surtout son costume de groom qui sera ensuite conservé par les auteurs successifs de la série, bien que la profession d'origine du héros ne joue plus aucun rôle.
Joseph Gillain reprend le personnage à partir de 1943, après que Rob-Vel a définitivement abandonné la série. Il fait vivre à son héros de courtes aventures et lui adjoint un équipier loufoque, Fantasio, afin de contrebalancer le sérieux du personnage. La série Spirou et Fantasio est née.

### La période Franquin
André Franquin reprend la série vedette Spirou en plein milieu de l'histoire La Maison préfabriquée dans le no 427 du 20 juin 1946. (Histoire commencée dans le n°423, le 23 mai 1946) 
Dans le journal de Spirou no 653 (19 octobre 1950), commence la publication de l'histoire Il y a un sorcier à Champignac. Il s'agit d'un véritable tournant puisqu'André Franquin renouvelle l'ensemble de l'univers de la série. L'idée de base de l'histoire est fournie par Henri Gillain (qui utilise pour l'occasion le pseudonyme de Jean Darc) et le frère de Jijé. Ce dernier va donner un énorme scénario à André Franquin qui va alors piocher à sa guise dedans pour en tirer une histoire complète. C'est avec cette histoire que pour la première fois des personnages secondaires acquièrent une véritable personnalité et vont devenir récurrents, alors que dans les précédentes histoires ils n’apparaissaient qu'une fois et les seuls personnages récurrents étaient alors le trio Spirou, Fantasio et Spip. Graphiquement, le style d'André Franquin évolue aussi, désormais le cadrage est plus réussi et les paysages aérés. L'histoire termine sa publication dans le no 685 (31 mai 1951). La publication de cette histoire comme la majorité des histoires à suivre passe à deux planches par numéro, ce nouveau rythme de parution fait que certaines séries sont interrompues plus ou moins longtemps, selon le rythme de travail des auteurs ou leur état de santé. Avant l'histoire Il y a un sorcier à Champignac, André Franquin publie deux autres histoires de Spirou et Fantasio, Les Chapeaux noirs du no 617 (9 février 1950) au no 635 (15 juin 1950) et Mystère à la frontière du no 636 (22 juin 1950) au no 652 (12 octobre 1950). Cette dernière histoire, par son évolution graphique et son scénario désormais élaboré, préfigure le futur tournant que va prendre la série.
Les aventures de Spirou deviennent désormais beaucoup plus longues et les trois héros sont rejoints par une galerie de nouveaux personnages. Dans le no 720 (31 janvier 1952), André Franquin fait apparaître dans son histoire Les Héritiers un animal fabuleux qu'il nomme le Marsupilami, né d'une conversation avec Will et Morris quelques années auparavant. Il restera en leur compagnie durant toute cette période, mais aussi la jeune journaliste Seccotine qui représente ce que Fantasio aspire à être : un journaliste d'investigation toujours à la pointe du scoop et capable d'utiliser tous les moyens pour parvenir à ses fins. Capable, débrouillarde et complètement opportuniste, elle ne manque pas une occasion de rendre service à Spirou et Fantasio – dans l'espoir d'y gagner un scoop (La Corne de rhinocéros). Résolument moderne, Seccotine roule en scooter dès le début des années 1950, possède un brevet de pilote, est une exploratrice accomplie, et n'est jamais prise au dépourvu par les technologies les plus avancées. Dans Le Nid des Marsupilamis, elle est cependant dépeinte comme une conductrice très imprudente, qui représente, à bord de son scooter, un véritable danger public. On note aussi l'arrivée du maléfique cousin de Fantasio, Zantafio, ainsi que de lieux récurrents marquants : le village de Champignac et son château, ou la Palombie. Le comte de Champignac restera un peu le grand-père de cœur des deux héros.
Au début, Spirou et Fantasio vivent dans des logements séparés (appartement en ville pour Spirou et maison en pavillon pour Fantasio). Par la suite, ils s'installent en commun dans une maison.
André Franquin entame l'un de ses chefs-d'œuvre, Le Nid des marsupilamis publié du no 969 (8 novembre 1956) au no 991 (11 avril 1957). Il s'agit d'une histoire poétique qui raconte la vie d'une famille de Marsupilami dans la forêt de Palombie, de la rencontre du couple, à l'apprentissage de la vie par les trois petits, en passant à la construction du nid et la naissance des petits. Avant cela, il produit une autre histoire de la série vedette du journal avec Le Gorille a mauvaise mine publiée du no 944 (17 mai 1956) au no 966 (18 octobre 1956).
Création majeure dans la série vedette du journal, le personnage de Zorglub, le savant irresponsable et mégalomaniaque dans l'histoire Z comme Zorglub du no 1096 (16 avril 1959) au no 1136 (21 janvier 1960). Il s'agit d'un savant loufoque et mégalomane créé par le duo André Franquin-Greg. Avec lui sont créées de nombreuses inventions, les zorglhommes des êtres humains hypnotisés au service du savant, la zorglonde un rayon qui paralyse, la zorglangue une langue dérivé du français avec les mots à l'envers, ou encore la zorglumobile et le zorgléoptère qui montre encore une fois la passion du dessinateur pour les créations mécaniques.
Psychologiquement, le personnage de Spirou perd de sa bonne humeur tandis que ses aventures deviennent plus sérieuses. Outre le fait qu'il ne fume pas, il fait preuve d'un altruisme encore plus marquant que son concurrent Tintin : Spirou estime qu'il est de son devoir et de celui de ses compagnons de combattre les bandits et de renverser les méchants.
L'histoire QRM sur Bretzelburg commence sa publication dans le no 1205 (18 mai 1961) avec le rythme normal de trois demi-planches par numéro (une demi-planche sur la couverture et deux autres sur la page suivante). Au no 1212 (6 juillet 1961), elle tombe à deux demi-planches en quatrième de couverture, puis à une demi-planche publiée en couverture à partir du no 1221 (7 septembre 1961). Cette baisse du rythme de publication est due à une dépression d'André Franquin qui va bientôt l'obliger à arrêter totalement la production de l'histoire pendant plus d'un an.
Dès le (no 1238 du 4 janvier 1962), les lecteurs trouvent à la place de l'histoire QRM sur Bretzelburg de Spirou et Fantasio un édito d'Yvan Delporte (sous le pseudonyme de Spirou) qui explique que l'auteur de la série, André Franquin, est très malade et qu'il ne peut plus continuer au même rythme l'histoire de la série vedette du journal. Depuis déjà plusieurs semaines le rythme de parution de l'histoire avait baissé pour tomber à une demi-planche publiée chaque semaine. André Franquin souffre en fait d'une dépression apparue quand son éditeur lui a refusé l'utilisation pour la troisième fois de suite du personnage de Zorglub. Cette dépression va se doubler d'une hépatite virale qui va le terrasser pendant plusieurs mois. Toutefois et contre l'avis de ses médecins, André Franquin va continuer à produire, avec l'aide de son assistant Jidéhem, sa planche hebdomadaire de Gaston pour le journal. Comme la série vedette ne peut-être absente longtemps du journal, la rédaction en profite pour republier l'histoire Les Petits Formats du no 1273 (6 septembre 1962) au no 1302 (28 mars 1963), une histoire qui avait été publiée en 1958 dans le quotidien français Le Parisien libéré pour faire mieux connaître la série auprès du public français.
Spirou revient avec l'histoire Bravo les Brothers publiée du no 1435 (14 octobre 1965) au no 1455 (3 mars 1966), une histoire fortement inspirée de l'univers de la série Gaston, il s'agit de la seule histoire de sa production qui faisait rire André Franquin.
En 1967, le scénario de Panade à Champignac laisse deviner la dépression nerveuse que traverse Franquin à l'époque. Dans le fanzine Esquisses n°3 (septembre 1972), André Franquin déclare que cette histoire est extraite d'un scénario beaucoup plus ambitieux (au-moins 120 pages !), dans laquelle il était enlevé par un ancien complice dans une île du Pacifique (Touhapeete), où vivaient d'anciens gangsters, une vahiné effroyable amoureuse de Fantasio, une tribu de petits hommes des arbres...

### Fournier
Sous Fournier, et même dès Panade à Champignac, Spirou commence à quitter son costume de groom pour des costumes plus communs, même s'il conserve son chapeau et son pantalon, et que le rouge reste sa couleur favorite (sa veste de groom est troquée contre un blouson rouge et un pull blanc). Années 1970 oblige, Spirou se laisse pousser les cheveux et porte un pantalon à pattes d'éléphant le temps de quatre albums (de l'Ankou à Des Haricots partout). Il voyage, en particulier au Japon et en Bretagne, où il rencontre l'Ankou. Psychologiquement, Spirou et ses compagnons, qui comptent désormais la belle Polynésienne Ororéa et l'illusionniste japonais Itoh Kata, expriment ouvertement des préoccupations écologiques telles que le refus de la prolifération des centrales nucléaires, les deux albums se passant dans le pays sud-asiatique imaginaire du Çatung s'attaquant aux trafics de drogue internationaux (Kodo le Tyran et Des Haricots partout).
En 1980 Fournier souhaitait réaliser une dixième histoire de Spirou et Fantasio intitulée La Maison dans la mousse. Le scénario était achevé et les premières planches dessinées. Toutefois les éditions Dupuis décidèrent qu'il était temps pour Fournier de passer la main.

### La transition
Au début des années 1980, trois groupes d'auteurs se partagent le destin du groom. Charles Dupuis envisage d’augmenter la présence de Spirou dans le journal, y compris à travers la création d'un studio qui produirait en permanence des aventures. Dupuis a chargé de cette tâche José Dutillieu, ancien directeur de Belvision, qui a confié Spirou à Nic et Cauvin. Dans le même temps, le rédacteur en chef de Spirou, Alain De Kuyssche, charge les débutants Tome et Janry de faire quelques brefs essais tandis que Yves Chaland tente un retour à un esprit plus proche des années 1950, tout en conservant les longues aventures introduites par Franquin.
C'est ainsi que les lecteurs de Spirou voient se superposer trois projets bien distincts sans explication.
Cependant, le projet de Chaland n'est pas retenu, et Nic et Cauvin, dont les récits apparaissent simplistes, apportent peu à la série.
Dès lors, Dupuis décide, à la suite d'une intervention de Franquin, de confier le personnage au tandem Tome et Janry, qui impose l'abandon de l'idée de studio et exige le contrôle du personnage.

### Tome et Janry
De 1982 à 1998, Spirou est un personnage de Tome et Janry. Ils introduisent notamment de nouveaux ennemis tels que Don Cortizone, alias Vito la Déveine, ou la maléfique Cyanure qui connaîtra surtout ses heures de gloire dans la série télévisée. Ils apportent également un graphisme plus iconoclaste à la série. Le personnage de Spirou y apparaît de plus en plus humain : d'abord dans ses sarcasmes plus féroces à l'égard des autres personnages. Puis dans ses déboires amoureux vers la fin de cette période, avec Luna Cortizone (plus connue par les fans sous le nom de Luna fatale, du nom de l'album où elle apparaît), fille de Vito la Déveine ; même Seccotine dans Machine qui rêve se révèlera intéressée par le héros. Il est par ailleurs dans cet album cloné, et son alter ego traverse dépression, panique et colère.

### Morvan et Munuera
Morvan et Munuera ont assuré la destinée du groom de 2004 à 2008. Sous leur plume, Spirou développe encore son caractère humain : il est profondément choqué par sa propre attitude dans Paris-sous-Seine et consulte un psychiatre dans L'homme qui ne voulait pas mourir. Après quatre albums, le duo, remercié pour incompatibilité artistique, est remplacé par une nouvelle équipe.

### Yoann et Vehlmann
Après la chute de popularité de la série pendant la période Morvan/Munuera, Dupuis décide de rompre avec les derniers albums : le fusion manga de Munuera est remplacé par le style plus classique mais néanmoins moderne de Yoann et des scénarios plus inspirés avec le scénariste du best-seller Seuls, Fabien Vehlmann. Après le hors-série Les Géants pétrifiés, le tandem a déjà réalisé deux albums dans un style science-fiction, Alerte aux Zorkons et La Face cachée du Z.

### Guerrive, Abitan et Schwartz
En 2022, le nouveau trio sort le cinquante-sixième album intitulé La mort de Spirou. Comme son nom l'indique, Spirou décède en se noyant avant la fin de l'histoire. Pourtant, la mort du personnage n'attriste pas la rédaction du journal Spirou qui annonce que Seccotine le remplacera dans les prochaines aventures. En 2024, le trio sortira un cinquante-septième album La Mémoire du futur dans lequel on découvre que Spirou est en réalité emprisonné dans une sorte de coma dont il sortira avec difficulté. Ainsi, sa mort n'a jamais eu lieu et Spirou est toujours vivant.

### Delaf
En 2023, le personnage revient cette fois-ci sous la plume de Delaf. Cependant, il n'est qu'un personnage secondaire de la série dérivée Gaston (dans laquelle il était déjà apparu épisodiquement jusqu'en 1969) qui fait son grand retour depuis la mort de Franquin dans l'album Le retour de Lagaffe.

### Les aventures de Spirou et Fantasio

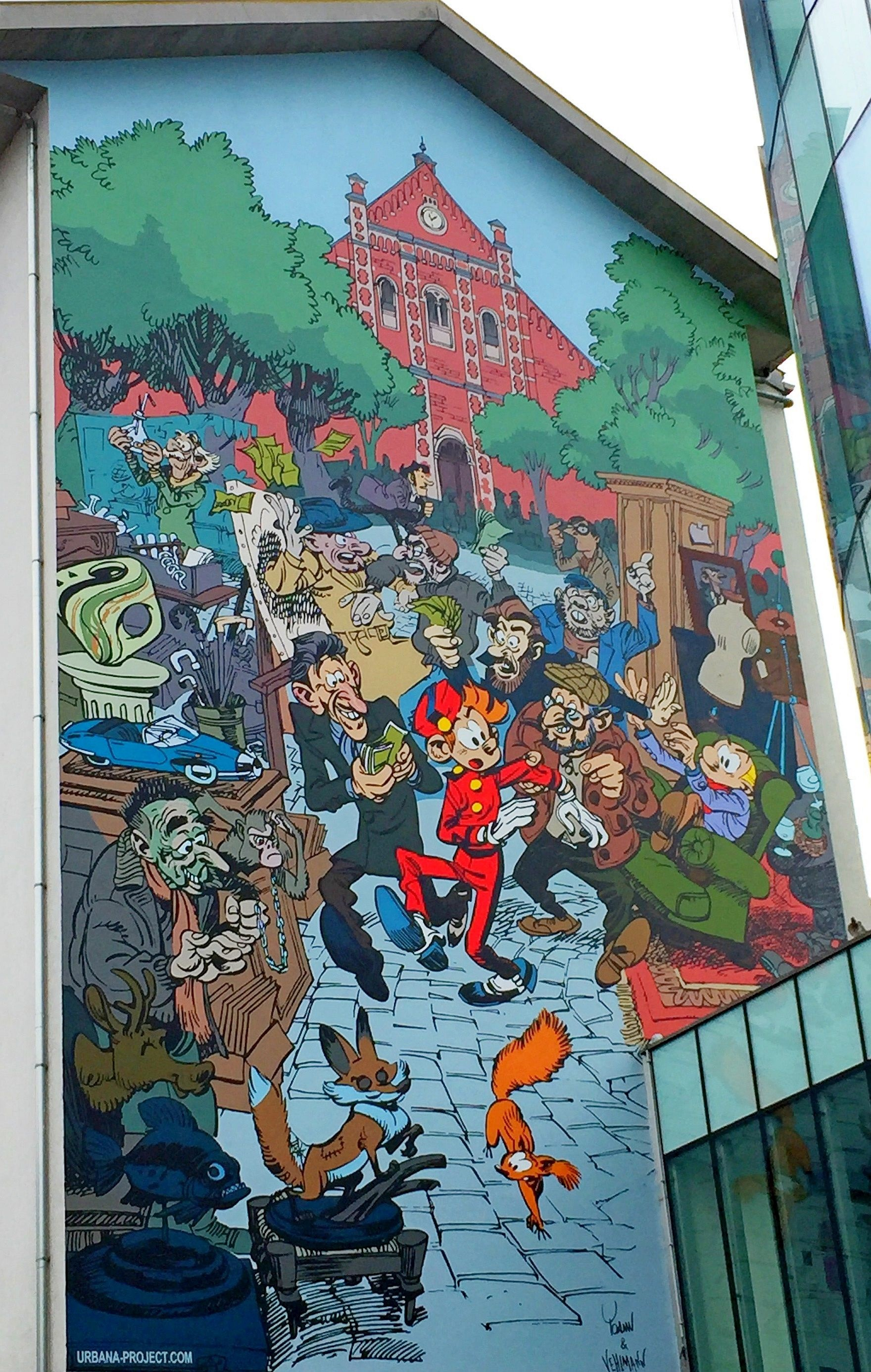
Spirou et Spip sur un mur bruxellois.

### Description

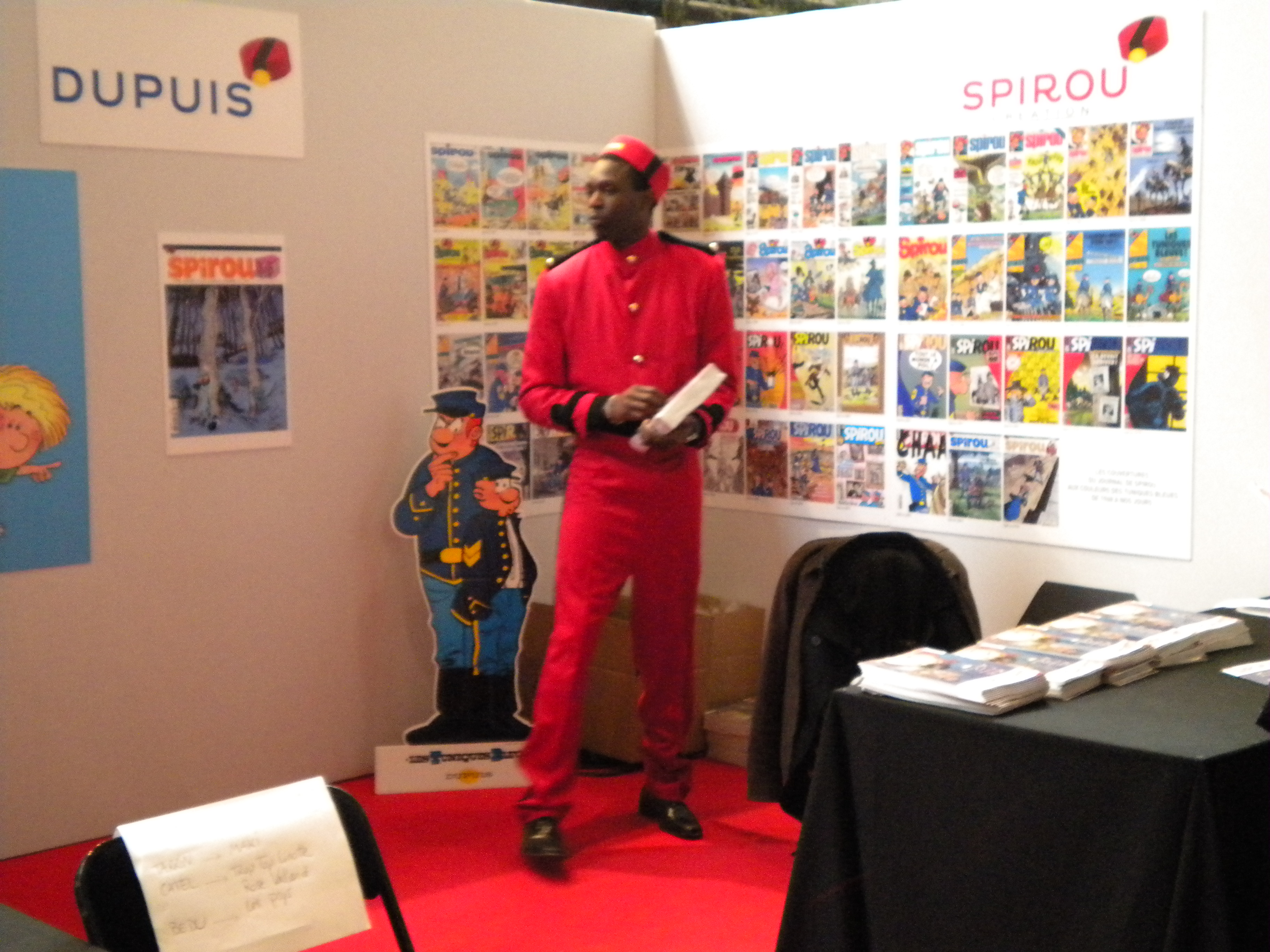
Costume de Spirou.

## Biographie du personnage